# Rauno Aaltonen
Rauno August Aaltonen (rođen 7. siječnja 1938.), je finski umirovljeni reli-vozač, koji se natjecao na utrkama svjetskog prvenstva u reliju tijekom 1970-ih.
Natjecati se počeo u brzim čamcima, da bi kasnije prešao na motocikle, cestovne, speedway i motokros. Prije natjecanja u automobilima, bio je prvi finac koji je osvojio utrku Svjetskom prvenstvu u motociklizmu. Prije natjecanja u svjetskom prvenstvu u reliju, nastupao je na utrkama Europskog prvenstva u reliju, koji je osvojio 1965., a suvozač mu je bio Tony Ambrose. Pobijedio je na Reliju Finska 1961. i 1965. Na Safari Reliju završio je kao drugi, šest puta. Pobijedio je na utrkama RAC reliju 1965., Reliju Monte Carlo 1967., Reliju Južni Križ 1977. i Alpskom Reliju 1963. i 1964. U utrkama svjetskog prvenstva u reliju nastupio je 25 puta, nije ubilježio niti jednu pobjedu, a 6 puta je završio na pobjedničkom podiju.